# Kentau
Kentau kazašsky Кентау je město v Turkestánské oblasti v Kazachstánu. Nachází se na jižním úpatí hřebene Karatau, 24 km severovýchodně od města Turkestán a 190 km od Šymkentu. V roce 2021 zde žilo 70 347 obyvatel.

## Geografie

### Zeměpisná poloha
Kentau se nachází v jižním Kazachstánu v Turkestánské oblasti, 24 km severovýchodně od města Turkestán. Leží při jižním úpatí Karatau, což je severozápadní výběžek Ťan-šanu. V okolí Kentau jsou ložiska polymetalických rud. Na západní hranici města se nachází bývalý povrchový důl Mirgalimsaj, kde se těžil baryt, olovo, zinek a stříbro. Dnes je důl odstaven a částečně zaplaven vodou.

### Klima
Kentau má chladné semiaridní podnebí. Léta jsou zde horká a suchá, průměrná letní teplota je 26 °C. Celoročně je zde velmi málo srážek, většina z nich spadne v zimě a na jaře. Roční úhrn srážek se pohybuje kolem 220 mm.

## Historie

### Předsovětské období
V blízkosti Kentau se nachází starý důl, kde se našly zbytky hornických nástrojů z 9. století. První písemné zdroje o oblasti budoucího města sahají do 13. století, kdy se zde těžila měď, stříbro a olovo. V 19. století do oblasti pronikli první ruští podnikatelé. První ruský důl zde otevřel orenburský obchodník Pervušin, který zde těžil olovo ale jen několik let. Po něm se zde objevili obchodníci Ivanov a Babatajev, kteří vyměňovali s domorodci knoflíky, špendlíky a další drobnosti za cenné suroviny. Otevřeli zde ruské doly, kde se pracovalo s obyčejným krumpáčem, vsedě nebo vleže. Ruda se vytahovala ručně v pytlích.

### Sovětské období
V roce 1917, krátce po říjnové revoluci, byl založen důl Ačisaj, kde se těžilo olovo. Ačisaj v kazaštině znamená hořké údolí. Skutečný rozvoj těžby v oblasti přišel až ve 20. letech 20. století, kdy do oblasti dorazila expedice vedená geologem Kňazevem. V tajné zprávě z roku 1929 se uvádí, že tato oblast je nejdůležitější těžební oblastí v celém SSSR a doporučuje se urychlený rozvoj. V roce 1941 objevil horník Mirgalim Fachrezitdinov nová velká ložiska olova a důl byl po něm pojmenován Mirgalimsaj. Již na začátku 50. let se tento důl stal jedním z největších na světě.
Doly a osady kolem nich budovali japonští váleční zajatci, Řekové, kazašští horalé, Tataři, Čečenci a židé deportovaní z Gruzie. Z celého SSSR byly do důlních osad posíláni důlní odborníci. Do roku 1949 většinou všichni bydleli jen ve stanech a provizorních dřevěných barácích. V roce 1949 Pjotr Stavrovič Kuimsar, který byl vyhnán jako nepřítel lidu z Gruzie, začal s výstavbou dvoupatrových domů ve městě. Když bylo v 50. letech 20. století dovoleno Řekům se vrátit do své vlasti, odmítli a rozhodli se v důlních osadách zůstat. V roce 1952 byla založena hornická osada Mirgalimsaj, která je považována za začátek dnešního města.
Dne 1. srpna 1955 došlo ke sloučení hornických osad Kantagi a Mirgalimsaj a tím vzniklo dnešní město Kentau, které ten den získalo i městská práva. Město, které se pyšnilo, že v něm žije 44 národností, se rychle rozrůstalo a v roce 1959 v něm již žilo 38 000 obyvatel. Ekonomika města byla téměř výhradně zaměřena na těžbu, největším zaměstnavatelem Achčisajský Polymetalický kombinát. V roce 1959 Rada ministrů Kazašské SSR rozhodl v Kentau založit továrnu na výrobu transformátorů. V roce 1965 byl zahájen provoz širokorozchodné železnice spojující Kentau s Turkestánem. 
V roce 1971 byl schválen plán rozvoje města, podle kterého měly pětipodlažní panelové domy charakterizovat panoráma města. Díky těmto budován od počátku Kentau vypadalo jako skutečné město a ne jak například sousední Turkestán, který vypadal i přes větší počet obyvatel jako shluk venkovských osad.

### Kazašské období
Po rozpadu SSSR došlo během několika let k zavření většiny dolů v Kentau, největší průmyslové podniky ve městě zkrachovaly. Největší důl Mirgalimsaj byl zavřen v roce 1996, Achčisajský Polymetalický kombinát i přes státní pomoc zkrachoval v roce 1997 a o práci přišlo 13 000 zaměstnanců, kteří již měsíce nedostávali mzdu. Deseti tisíce obyvatel se vystěhovali, Rusové do Ruska, Řekové do Řecka a židé do Izraele. Do uvolněných bytů se stěhovali především kazašští a uzbečtí vesničané. Kentau se říkalo město duchů.
Od roku 2000 se město začalo ekonomicky vzpamatovávat. V roce 2003 indická společnost NEPS India Limited na kopci Kotyr-Bulak, v blízkosti Kentau, postavila první větrnou elektrárnu v celém Kazachstánu.
V roce 2017 byla vytvořena společná čínsko-kazašská důlní a hutní společnost MMC Achisai, která postupně otvírá desetiletí uzavřené doly ve městě a hledá nová ložiska rud.
Na začátku 20. let 21. století se Kentau potýkalo s problémem zaměstnanosti. Většina obyvatel města dojíždí za prací do Turkestánu, v Kentau chybí firmy, které by zaměstnávaly místní obyvatele.

## Obyvatelstvo
První obyvatelé v sovětských dobách byli především přistěhovalci z evropské části SSSR - Rusové, Řekové, Němci, ale také Korejci, židé z Gruzie, Čečenci. Později se přistěhovávali Kazaši, Uzbeci, Baškiři a Tataři.
Po rozpadu SSSR došlo k odlivu obyvatel evropského původu.
V roce 2021 zde žilo 70347 obyvatel následujícího národnostního složení:
- Kazaši (56,86 %)
- Uzbeci (39,62 %)
- Rusové (2,00 %)
- Tataři (0,61 %)
- Ázerbájdžánci (0,28 %)

## Ekonomika
V Kentau a jeho okolí se stále těží kovové rudy. Nejvýznamnějším zaměstnavatelem ve městě je továrna na transformátory Kentau (Кентауский трансформаторный завод). Pracuje tam kolem 1000 lidí a společnost je jedním z největších výrobců transformátorů ve Střední Asii.

## Galerie

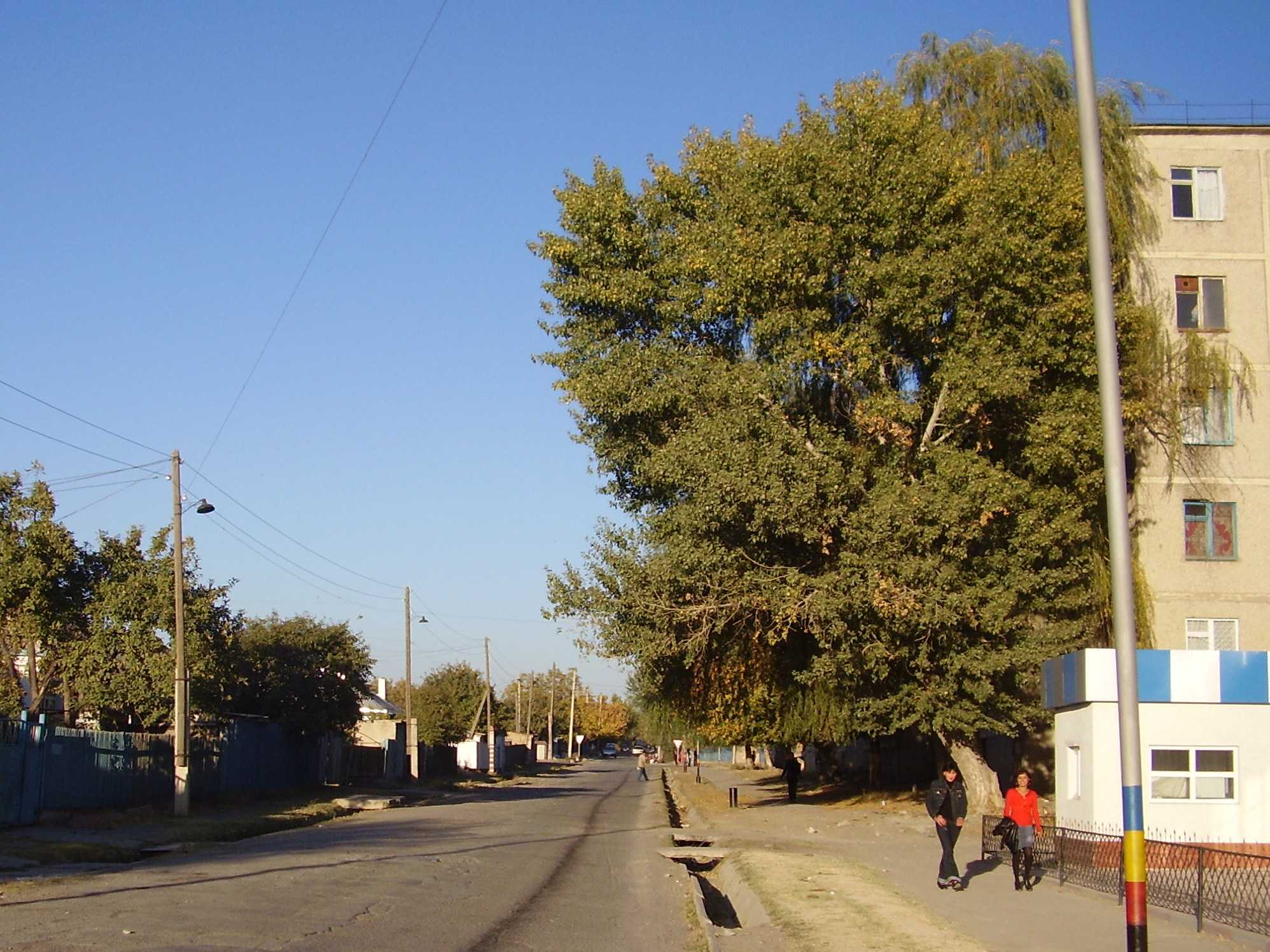
Ulice v Kentau (2007)
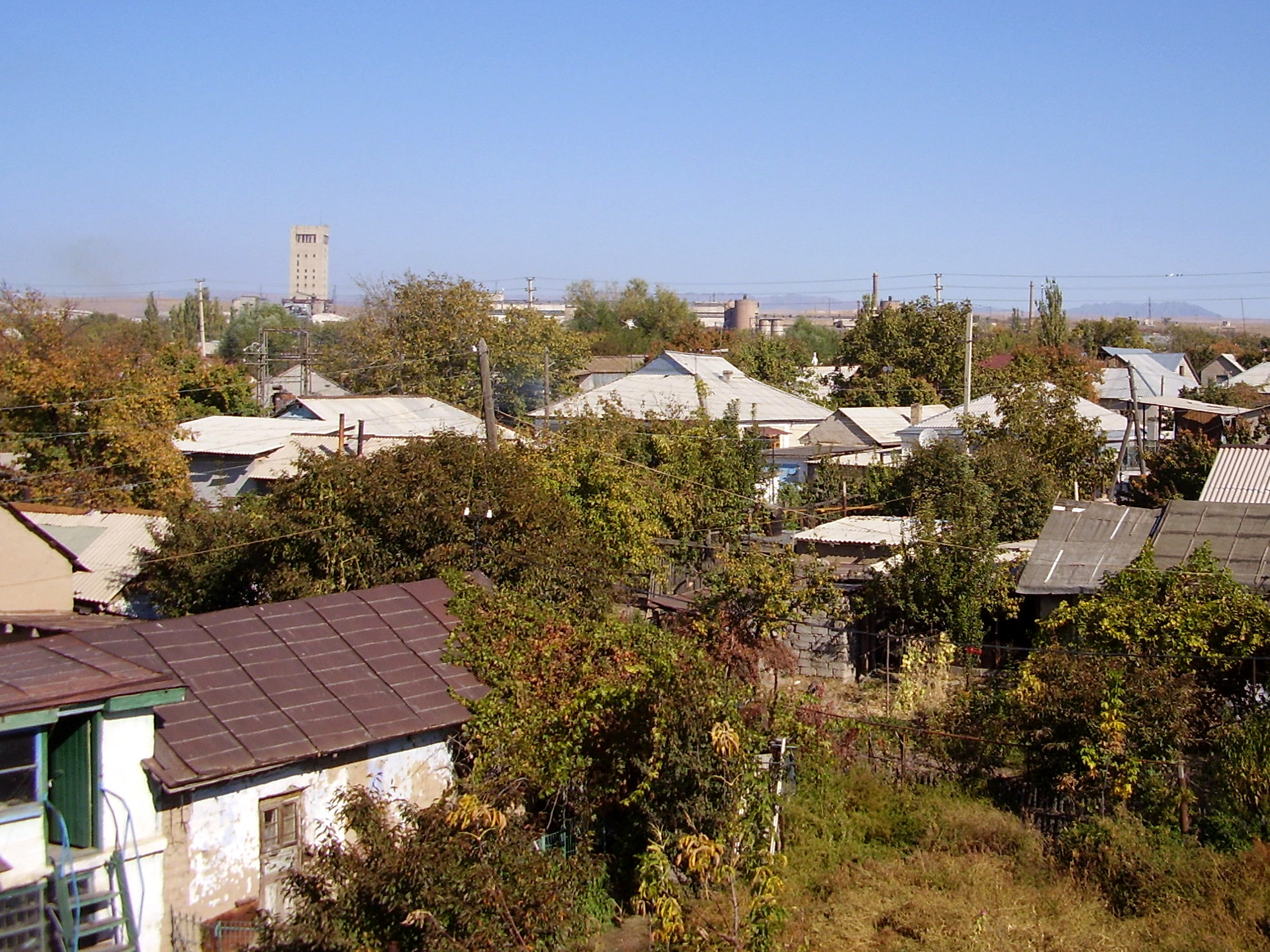
Kentau (2007)
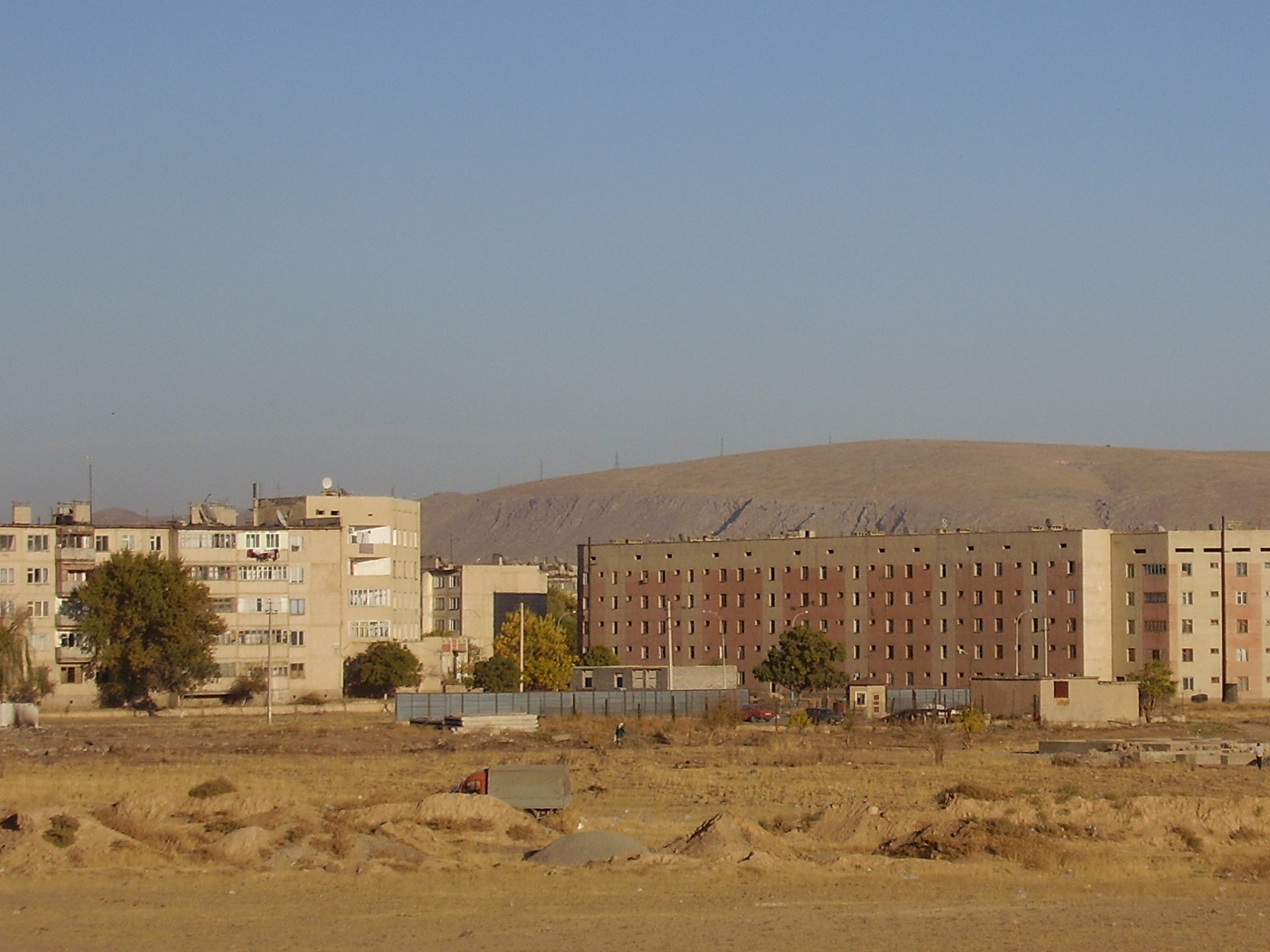
Typické kentauské podlažní budovy (2007)
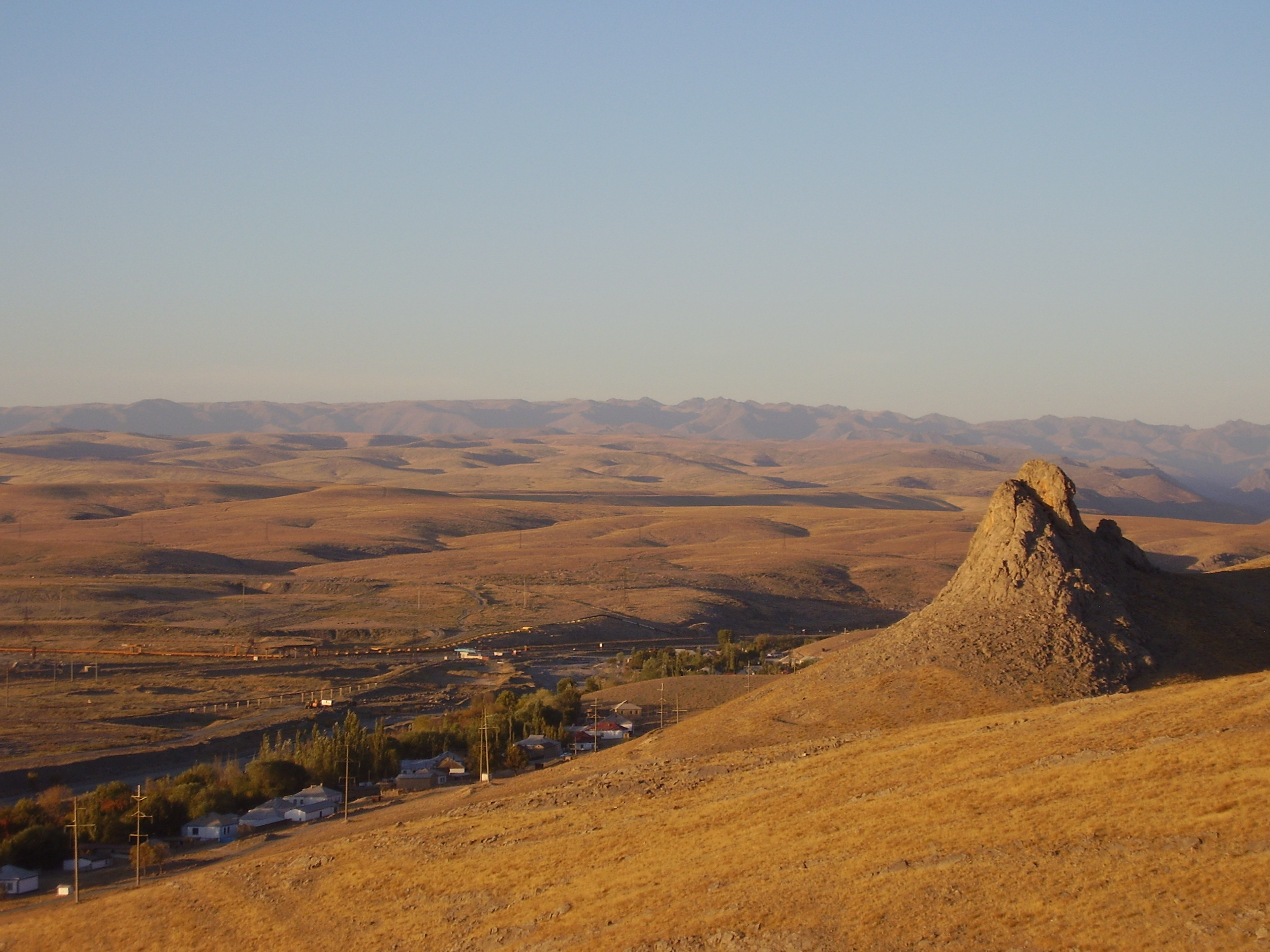
Kentau v podhůří Karatau (2007)
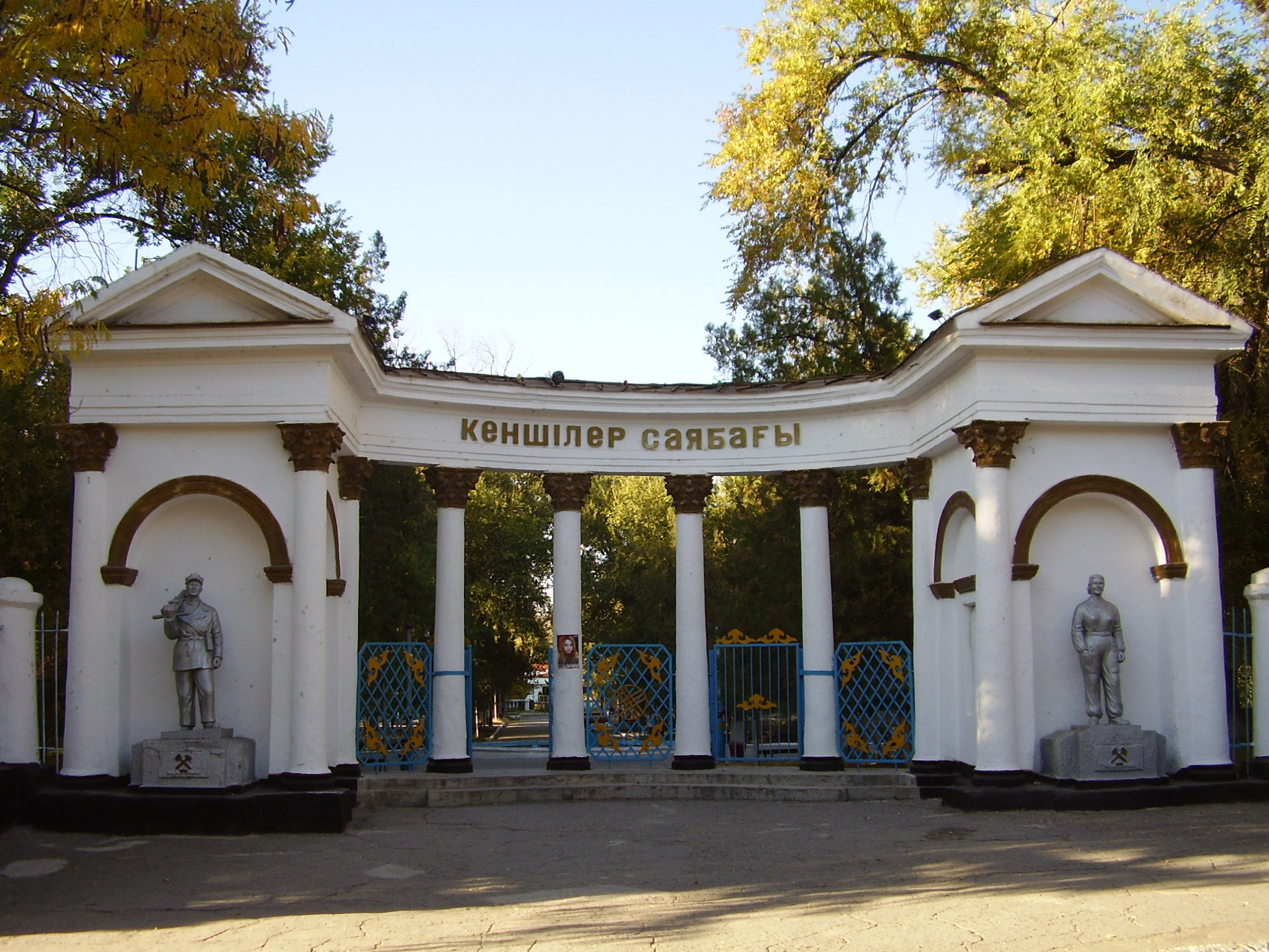
Brána do městského parku (2007)
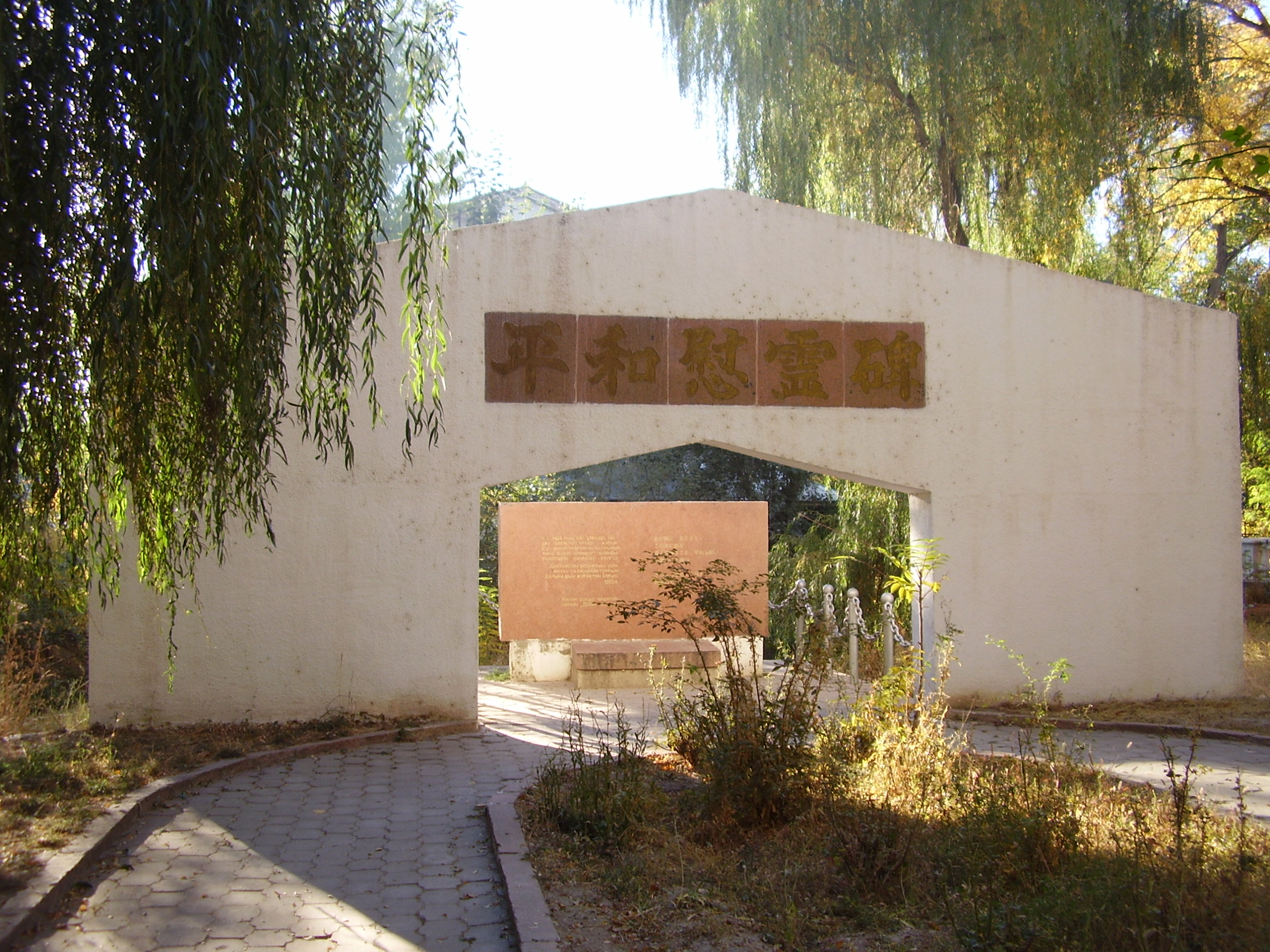
Památník japonským válečným zajatcům (2007)
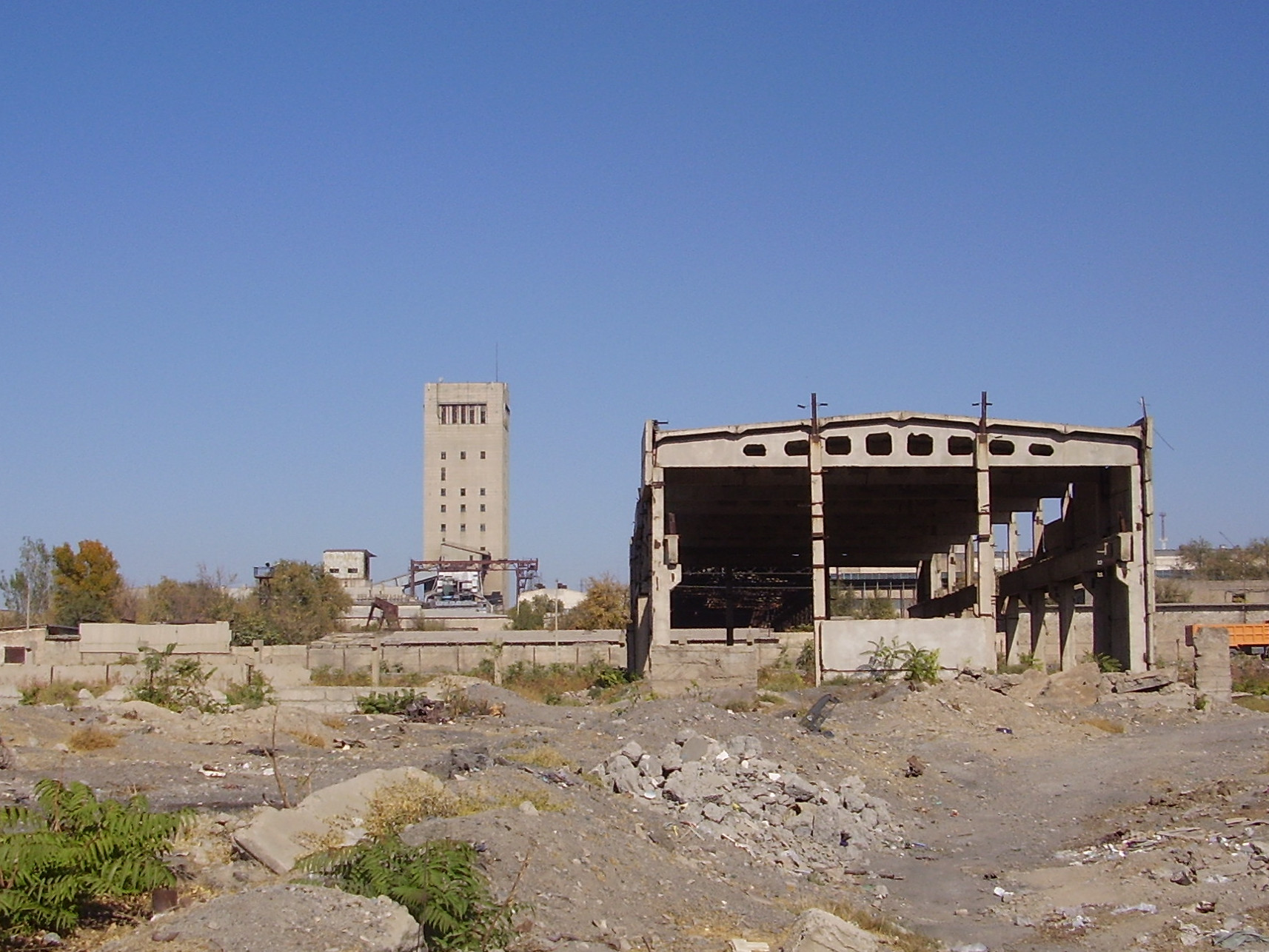
Uzavřený důl Mirgalimsaj (2007)
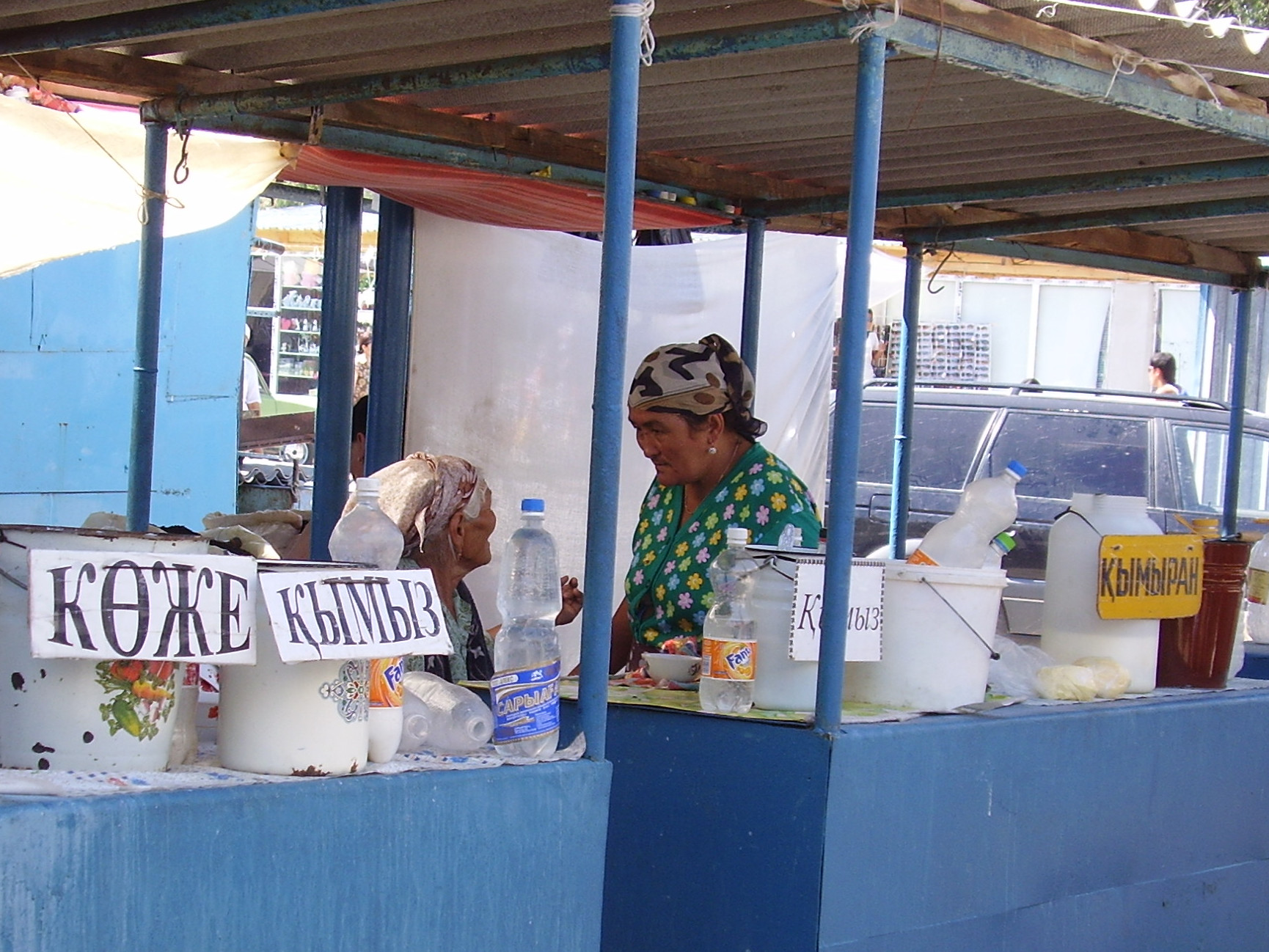
Prodejkyně mléka v Kentau (2007)

## Partnerská města
- Bozüyük, Turecko, 2000[5]